# Bus turístic

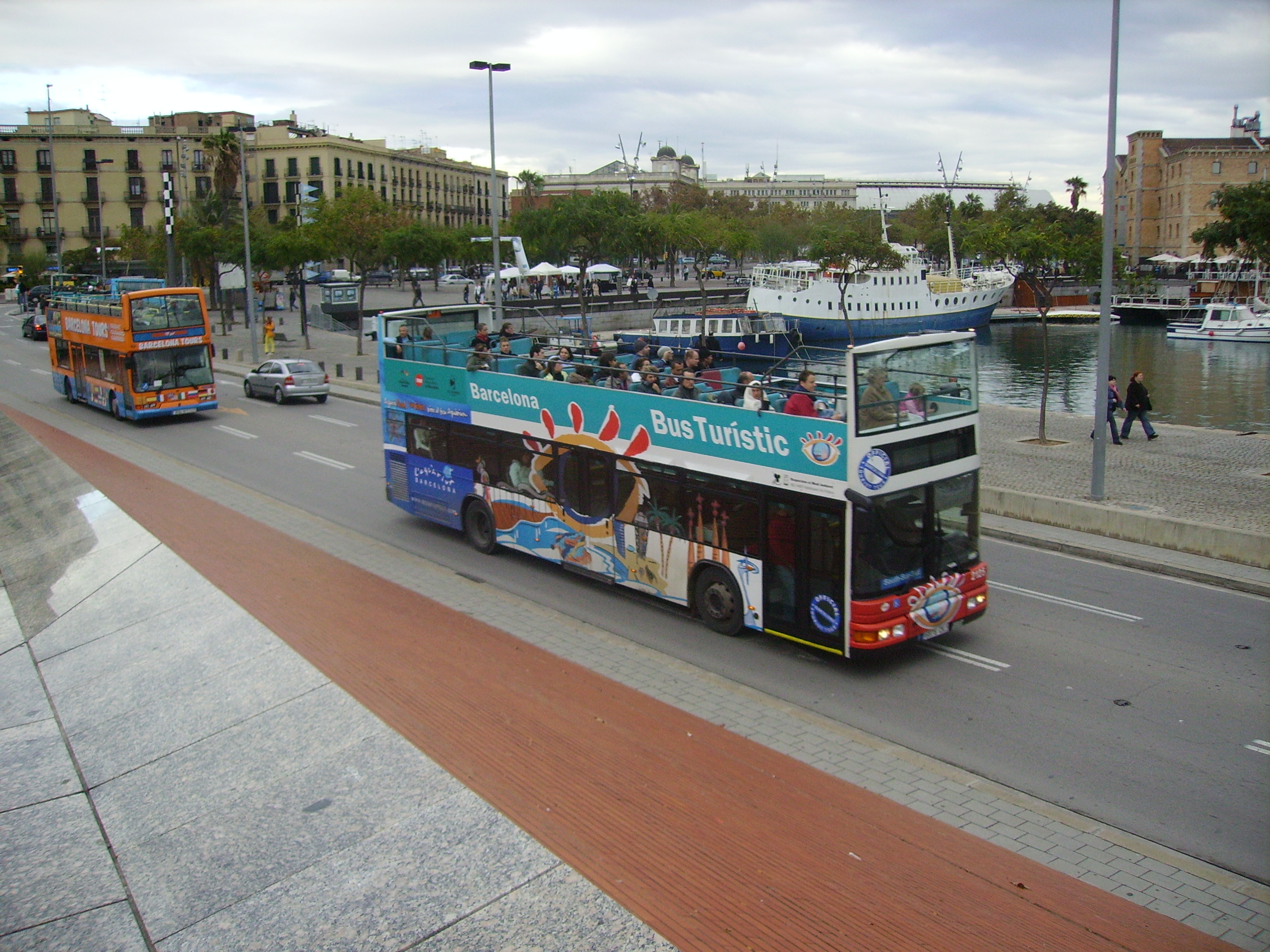
Dos models d'autobusos turístics de Barcelona

Un bus turístic és un servei d'autobús que fa rutes en punts d'atracció turística. Sovint es tracta d'autobusos de dos pisos i/o sense sostre, per a proporcionar una millor visió.

## Bus turístic a Barcelona
La història del bus turístic a Barcelona es va iniciar durant la dècada dels anys 1920 als 1930, quan l'empresa d'autobusos Roca i dues companyies més presenten projectes per crear un autobús turístic. No és fins a l'any 1929, amb motiu de l'Exposició Universal de 1929, que la Companyia General d'Autobusos (CGA) i el Patronat Nacional de Turisme creen dues línies d'autobusos turístics amb origen a Barcelona, una que es deia Circuit Interior i l'altra Gran Circuit de Luxe que va funcionar durant tot l'any de l'exposició.
Després els autobusos que van servir en aquesta línia foren destinats a la línia MO Barcelona - Mollet (actualment explotada per Sagalés).
El 25 de maig de 1987 va tornar a sorgir, 58 anys després, sota el nom de "línia 100 Descobrim Barcelona", només per l'època d'estiu. Les primeres circulacions van ser amb dos autobusos Pegaso Monotral 6038, el 6226 i el 6042, equipats amb aire condicionat.
El 1992 neix la nova imatge de "Barcelona Bus Turístic". Els passatgers augmenten i també el nombre d'autobusos.
L'any 1995 s'incorpora la publicitat adhesiva de Maremàgnum, color blau, i del Parc d'Atraccions de Port Aventura, color crema, a la part de darrere.
Com a novetat alguns diaris van anunciar, el mes de març, els nous autobusos de dos pisos per al Bus Turístic. Barcelona tornarà a veure autobusos de dos pisos després d'anys de la seva desaparició.
És l'any 1997, quan el Bus Turístic complia 10 anys des del seu naixement, que van aparèixer moltes novetats: el 22 de març es va posar en funcionament, canviant totalment d'imatge, amb nous autobusos.
L'any 1998 neix una altra línia, la 101. El Bus Turístic es divideix en dues línies: la 100, també anomenada Sud i la 101, la Nord.

## Arreu del món
Altres ciutats de parla catalana que també tenen autobús turístic: 
- Alacant
- Lleida
- Palma
- València[1]

D'altres ciutats del món que també en tenen: 
- Bilbao
- Londres
- Madrid
- Nova York
- París
- Santander
- Saragossa
- Sevilla
- Zúric